# Mandragora (Film)
Mandragora ist ein tschechisches Filmdrama aus dem Jahr 1997 vom polnischen Regisseur Wiktor Grodecki über minderjährige männliche Prostitution in Prag.

## Handlung
Im Mittelpunkt der Geschichte steht der 15-jährige Marek, der nach einem Streit mit seinem Vater über Mareks Fehlen in der Schule von zu Hause abhaut und in die tschechische Hauptstadt reist. Bereits am Prager Bahnhof wird der Zuhälter Honza auf den Jungen aufmerksam. Dessen Angebot, für ihn zu arbeiten, lehnt Marek zuerst ab. Nachdem Marek jedoch um Schuhe, Jacke und Geld beraubt wird, sucht der 15-Jährige Honza auf, um für ihn zu arbeiten.
Für seinen ersten Auftrag wird Marek mit Schlafmitteln zu Schlaf gebracht und währenddessen vergewaltigt. Im Laufe der Vergewaltigung wird Marek jedoch wach, kann sich aber nicht wehren.
Die Handlung besteht nun aus einer chronologischen Aneinanderreihung von Ereignissen über mehrere Monate Mareks als Prostituierten. So wird unter anderem ein Besuch bei einem sadistischen Briten gezeigt. In der Zeit freundet er sich schnell mit David an, der ebenfalls als minderjähriger Stricher arbeitet.
Marek und David werden dann vom Porno-Produzenten Krysa engagiert. Es wird im Rahmen dessen angedeutet, dass Marek im Gegensatz zu seinen heterosexuellen Freunden und Kollegen homosexuell ist und Gefühle für David hat. Gegen Mareks Forderungen zu Safer Sex wird er für den Dreh zu ungeschütztem Analverkehr mit David gedrängt. Später, als David für den Diebstahl bei einem Freier festgenommen wird, stellt sich heraus, dass dieser HIV-positiv ist. Durch diese Nachricht und den Verlust der engen Bezugsperson bricht Marek psychisch komplett ein. Er beginnt Drogen wie Speed und Heroin in großen Mengen und regelmäßig einzunehmen.
Nach einiger Zeit reist Mareks Vater nach Prag, um dort seinen Sohn zu suchen. Am Ende des Films sieht man, wie sich Marek und sein Vater auf derselben Toilette im Prager Bahnhof befinden, ohne sich zu finden. Der Vater gibt seine Suche auf und reist ab. Mareks und Davids Leben bleiben offen.

## Weiteres
- Der Tschechische Präsident Václav Havel gratulierte dem Regisseur Grodecki in einem öffentlichen Brief, welcher in der Zeitung Mladá fronta Dnes veröffentlicht wurde.
- Das Drehbuch schrieb der Regisseur zusammen mit David Svec, der in dem Film David spielte.

## Auszeichnungen
Festróia – Festival Internacional de Cinema de Tróia 1998:
- Gewonnen: Prize of the City of Setúbal – David Svec
- Nominiert: Golden Dolphin – Wiktor Grodecki

Palm Springs International Film Festival 1998:
- Gewonnen: Publikumspreis